# Khwahan (Distrikt)

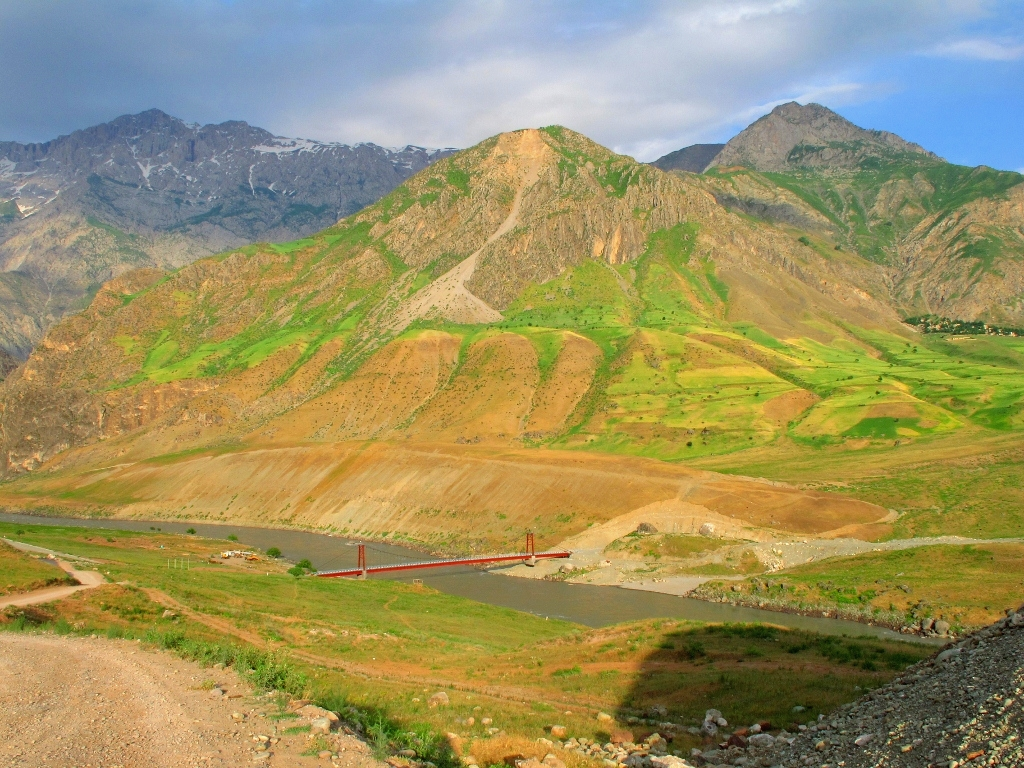
Freundschaftsbrücke zwischen Afghanistan und Tadschikistan in den Regionen Chwahan und Schurobod

Khwahan oder Chwahan (persisch شهرستان خواهان; paschtunisch خواهان ولسوالۍ) ist ein Distrikt sowie auch der Name des Hauptorts dieses Distrikts in der afghanischen Provinz Badachschan160 km nördlich der Stadt Faizabad. Der Distrikt grenzt im Südwesten an Ragh, im Nordosten an Kuf Ab, im Nordwesten an den Fluss Pandsch und an den Bezirk Schuroobod in der Provinz Chatlon in Tadschikistan. Höchste Erhebung ist der Kuh-e Kallat (4.090 m).
Die Fläche beträgt 697,8 Quadratkilometer und die Einwohnerzahl 19.390 (Stand: 2022).
Die Bewohner sind Dari-Persisch sprechende ethnische Tadschiken sunnitischer Konfession.
Haupterwerb ist die Landwirtschaft. Es werden Buchweizen, rote und weiße Gerste, Sesam, Zucchini, Mais, Mungobohnen, Erbsen, Bohnen und Kartoffeln angebaut.

## Galerie

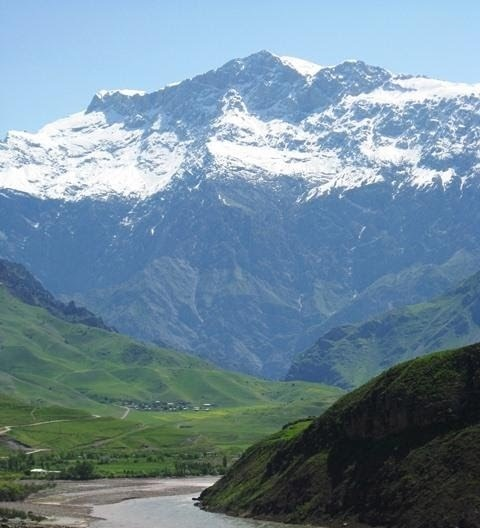
Kuh-e Kallat
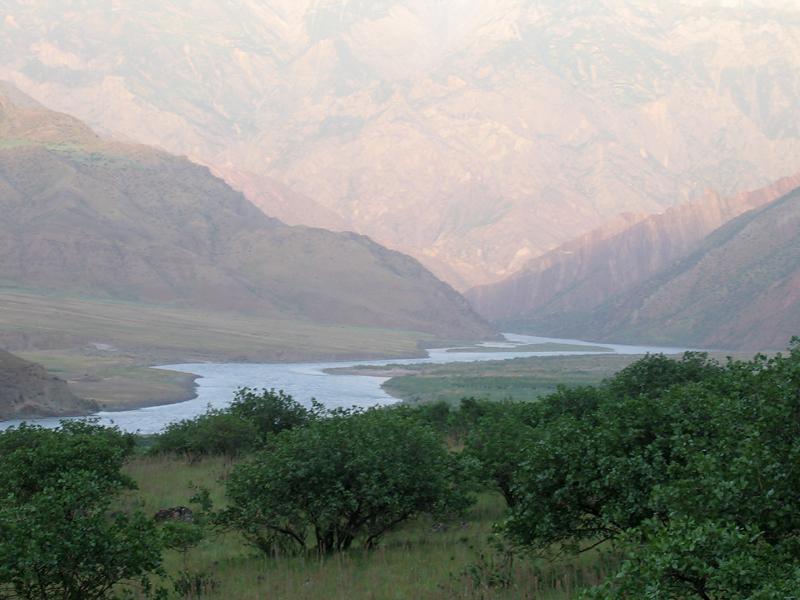
Andscharab-Ebene
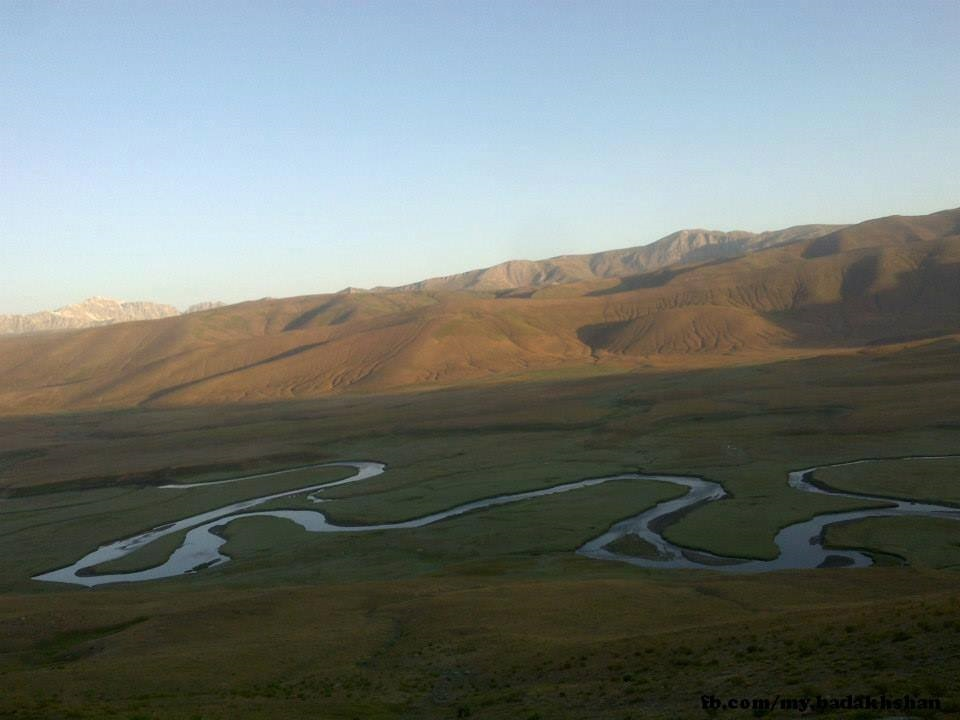
Daschte-Isch
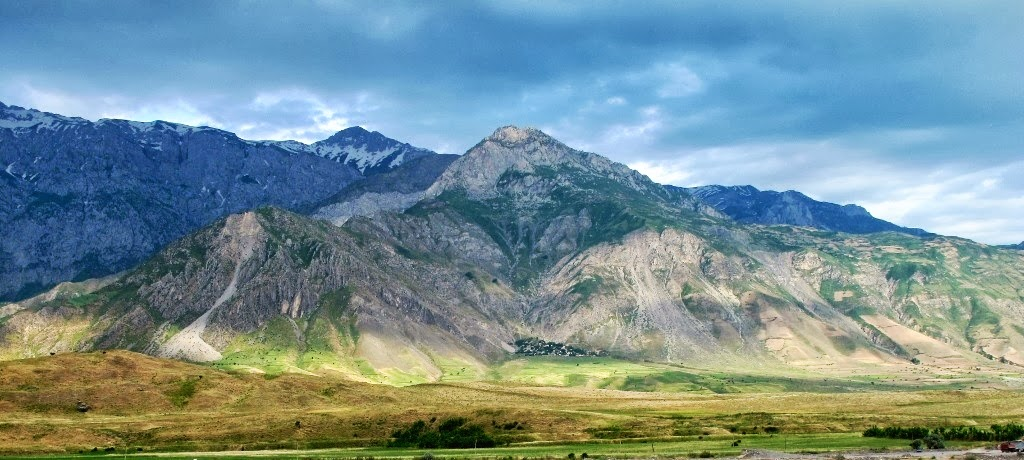
Muhalla-i Schohun in Schuroobod an der Grenze zu Chwahan
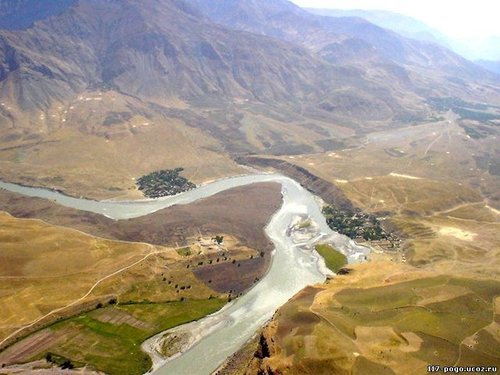
Die zwei Dörfer Kamarund Kadschi am Pandsch